# Gina Carano
Gina Joy Carano (* 16. dubna 1982, Dallas, USA) je americká herečka, televizní osobnost, fitness modelka a bývalá bojovnice Muaythai a smíšených bojových umění (MMA).

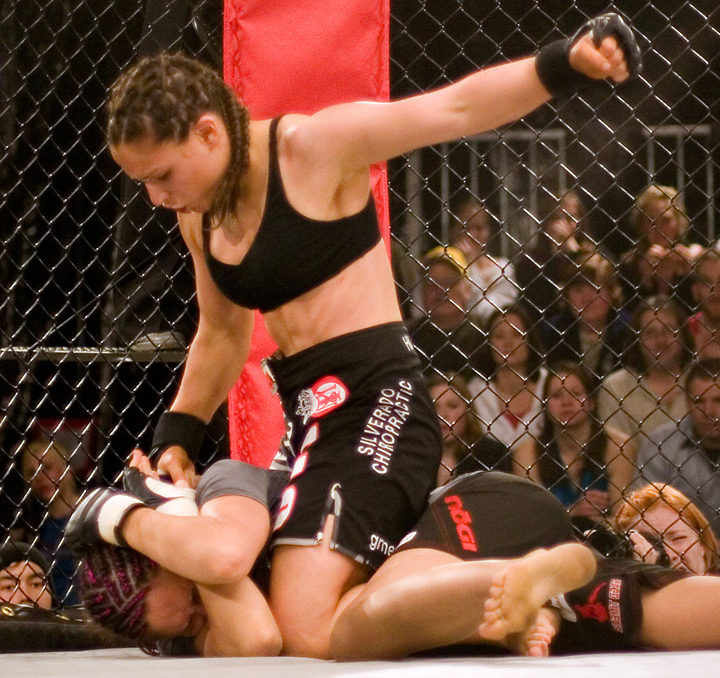
Gina Carano zasypává údery svou protivnici v zápase MMA.

Po rozvodu rodičů Ginu vychovávala matka Dana Joy. Vystudovala Trinity Christian High School v Las Vegas, kde se mj. věnovala basketbalu. Poté se zapsala na University of Nevada, Reno, a následně na University of Nevada, Las Vegas, kde získala nižší akademický titul major z psychologie.
Carano začala sportovní dráhu praktikováním Muay Thai (thajský box), v němž dosáhla zápasnického rekordu 12-1-1. Následně přešla do soutěžního MMA. Bojovala v organizacích Strikeforce a EliteXC. Objevila se v časopisech ESPN The Magazine a Maxim. Postupně se stala tak populární, že byla nazývána tváří ženského MMA. V roce 2008 se umístila na 5. místě v anketě Top 10 Influential Women. S bilancí v MMA 7 vítězství a žádnou porážkou nastoupila v srpnu 2009 k titulovému zápasu v lehké váze v organizaci Strikeforce s Cris Cyborg. Bylo to poprvé, kdy byl ženský duel hlavním zápasem večera. Carano prohrála TKO (technický knockout) v prvním kole a od té doby nezápasila, ačkoliv má stále platný kontrakt. Uvažovalo se o jejím startu v UFC, například proti Rondě Rousey, což se však neuskutečnilo.
Mimo soutěžní ring (potažmo oktagon) se Carano objevila v roce 2008 v televizní sérii American Gladiators. Dále získala několik vesměs menších rolí ve videofilmech, v reality show (např. Fight Girls) a stala se předlohou postavy Natashy Volkové ve videohře Command & Conquer: Red Alert 3. Po ukončení bojové kariéry se zaměřila na herectví. Objevila se v Soderberghovu filmu Haywire (2011), ve filmu Fast & Furious 6 (2013) a Deadpool (2016). V roce 2019 získala jednu z hlavních rolí v seriálu The Mandalorian jménem Carasynthia „Cara“ Dune a vedlejší roli ve filmu Madness in the Method.
Gina Carano měří 173 cm, váží okolo 65 kg a rozpětí paží má 169 cm.

## Kontroverze
V únoru 2021 Carano upoutala pozornost, když přirovnala americkou politiku k holocaustu za druhé světové války. Své přístupy na sociálních sítích také využívala k zesměšňování transsexuálů a roušky či respirátory používané jako ochrana proti přenášení koronaviru označila za zhoubu společnosti.
Společnost Disney s herečkou následně přerušila veškeré styky.